# 保木本佳子
保木本 佳子（ほきもと けいこ）は、日本の脚本家、小説家、漫画原作者。
元大阪芸術大学非常勤講師、元大阪大学非常勤講師。
兵庫県出身。処女戯曲「女かくし」で第3回近松門左衛門賞優秀賞受賞。タイズブリック所属。

## 主な作品

### 映画
- 未成年だけどコドモじゃない（2017年）- 脚本

### ドラマ
- カノジョの周りでは怪奇現象が日常茶飯事[2]（2020年）- 脚本
- 世にも奇妙な物語 秋の特別編 (2022年)「わが様」（2022年）- 脚本

### 小説
- ここはエンゲキ特区！（2020年）- 著

### 漫画
- 恋は小説よりも奇なり（2020年）- 原作

- 僕の白鳥[3]（2020年）- 原作
- ゆわと秘密の鏡（2021年）- 原作
- 隠密お局～あなたのホンネ見えてます～[4]（2022年）- 原作
- ぽちゃっと恋をメシあがれ！（2022年）- 原作
- メイド男子はお嬢様専用（2022年）- 原作

### 舞台
- 大阪俳優市場2015春「おちないりんご」（2015年）- 演出
- 2015韓国現代戯曲ドラマリーディングvol.7「五重奏」（2015年）- 演出
- ケイプランニング公演ミュージカル「もしもしわたし」（2016年）- 脚本
- 城下町のダンデライオン（2016年）- 脚本
- MINAMI-AOYAMA MANDARA PRESENTS READING LIVE 岸田國士を読む。「雪だるまの幻想」「アンリエンットの転地療養日記」（2016年）- 演出
- 宝生流企画公演夜能「祇王」（2020年）- 朗読脚本
- 宝生流企画公演夜能「箙」（2022年）- 朗読脚本
- ミュージカル「塔の外のランウェイダンス」[5]（2022年）- 脚本

### テレビ番組
- 気づきの扉（テレビ朝日）- 構成

### ラジオドラマ
- Kiss FM KOBE ラヴィーナメゾン STORY FOR TWO ラジオドラマ『ベイビーちゃん』Kiss FM KOBE（2009年）

### その他
- 第29回日本医学会総会学術展示用映像作品「不都合な未来〜2025年の医療〜」（2015年）